# صوفي (موسيقية)
صوفي زيون  (ولدت باسم صموئيل لونج ؛ 17 سبتمبر 1986 - 30 يناير 2021) ،  معروفة باسم صوفي ، كانت موسيقية اسكتلندية ومنتجة تسجيل ومغنية وكاتبة أغاني ودي جي . وأنتجت لفنانين مثل مادونا وشارلي إكس سي إكس وVince Staples وLet's Eat Grandma وKim Petras وفلوم وناميه امورو وإت زي! .

## الحياة الشخصية

### الوفاة
توفيت صوفي في الساعة 4 صباحًا بالتوقيت المحلي يوم 30 يناير 2021 في منزلها في أثينا باليونان بعد تعرضها لحادث. وفقًا لوكيلها البريطاني Transgressive، انزلقت الفنانة وسقطت أثناء التسلق لمشاهدة اكتمال القمر، مما أدى لوفاتها.

## روابط خارجية
- صوفي على موقع IMDb (الإنجليزية)
- صوفي على موقع ميوزك برينز (الإنجليزية)
- صوفي على موقع رولينغ ستون (الإنجليزية)
- صوفي على موقع أول ميوزيك (الإنجليزية)
- صوفي على موقع ديسكوغز (الإنجليزية)
- صوفي على موقع ديسكوغز (الإنجليزية)
- صوفي على موقع قاعدة بيانات الفيلم (الإنجليزية)